# George McCartney Chippendale
George McCartney Chippendale (1921-2010) fue un botánico, y fitogeógrafo australiano, con numerosos estudios sobre el género Eucalyptus.

## Algunas publicaciones
- 1984. Eucalyptus Buds & Fruits. ISBN 0-642-06021-5

### Libros
- george McCartney Chippendale, rd Johnston, stan Kelly. 1969. Eucalypts. 82 pp. ISBN 0-17-001861-X
- norman Hall, rd Johnston, george McCartney Chippendale. 1970. Forest trees of Australia. xiv + 333 pp. ilus. ISBN 0-642-98480-8
- geoge m Chippendale, l Wolf. 1981. The Natural Distribution of Eucalyptus in Australia. ISBN 0-642-89678-X
- geoge m Chippendale, am Gill, l Belbin. 1986. Phytogeography of Eucalyptus in Australia. Australian Flora and Fauna Series. 53 pp. ISBN 0-644-04081-5
- dj Boland, mih Brooker, gm Chippendale, n Hall, bpm Hyland, rd Johnston, da Kleinig, jd Turner. 2006. Forest Trees of Australia. Ed. CSIRO Publish. 5ª ed. 768 pp. ISBN 0-643-06969-0
- stan Kelly, rd Johnston, george McCartney Chippendale. 1983. Eucalypts. ISBN 0-442-24667-6

- La abreviatura «Chippend.» se emplea para indicar a George McCartney Chippendale como autoridad en la descripción y clasificación científica de los vegetales.[1]